# Sinoxylon ceratoniae
Sinoxylon ceratoniae là một loài bọ cánh cứng trong họ Bostrichidae. Loài này được Linnaeus miêu tả khoa học năm 1758.